# Serie A 1999–2000
Serie A 1999–2000 (được gọi là Serie A TIM vì lý do tài trợ) là mùa giải thứ 98 của giải bóng đá hàng đầu Ý, là mùa giải thứ 68 trong một giải đấu vòng tròn tính điểm. Có 18 đội tham gia.
Đến cuối tháng 3, Juventus dẫn đầu bảng với 9 điểm nhiều hơn Lazio khi chỉ còn tám trận đấu nữa, nhưng họ đã thua Milan, thua Lazio tại sân vận động Delle Alpi và thua Hellas Verona, trong khi Lazio chỉ để mất hai điểm, trước Fiorentina. Lazio đã giành chức vô địch vào ngày cuối cùng của mùa giải khi Juventus thua Perugia với tỷ số 1–0 trên một sân gần như ngập nước, trong khi Lazio dễ dàng đánh bại Reggina với tỷ số 3–0 trên sân nhà tại sân vận động Olimpico.

## Các đội bóng

Sự phân bố các đội Serie A 1999-2000

Hellas Verona, Torino, Lecce và Reggina được thăng hạng từ Serie B.

### Nhân sự và tài trợ
| Đội            | Huấn luyện viên trưởng | Nhà sản xuất trang phục | Nhà tài trợ áo đấu              |
| -------------- | ---------------------- | ----------------------- | ------------------------------- |
| Bari           | Eugenio Fascetti       | Lotto                   | TELE+                           |
| Bologna        | Francesco Guidolin     | Diadora                 | Granarolo                       |
| Cagliari       | Renzo Ulivieri         | Biemme                  | Pecorino Sardo                  |
| Fiorentina     | Giovanni Trapattoni    | Fila                    | Toyota                          |
| Hellas Verona  | Cesare Prandelli       | Errea                   | Salumi Marsili                  |
| Internazionale | Marcello Lippi         | Nike                    | Pirelli                         |
| Juventus       | Carlo Ancelotti        | Kappa                   | D+                              |
| Lazio          | Sven-Göran Eriksson    | Puma                    | Cirio                           |
| Lecce          | Alberto Cavasin        | Asics                   | Banca 121                       |
| Milan          | Alberto Zaccheroni     | Adidas                  | Opel                            |
| Parma          | Alberto Malesani       | Champion                | Parmalat                        |
| Perugia        | Carlo Mazzone          | Galex                   | Perugina                        |
| Piacenza       | Maurizio Bragin        | Lotto                   | Copra (Nhà) /Gruppo DAC (Khách) |
| Roma           | Fabio Capello          | Diadora                 | INA Assitalia                   |
| Reggina        | Franco Colomba         | Asics                   | Caffè Mauro                     |
| Torino         | Emiliano Mondonico     | Kelme                   | SDA Express Courier             |
| Udinese        | Luigi De Canio         | Diadora                 | Telit                           |
| Venezia        | Francesco Oddo         | Kronos                  | Emmezeta                        |

## Bảng xếp hạng
| VT | Đội            | ST | T  | H  | B  | BT | BB | HS  | Đ  | Giành quyền tham dự hoặc xuống hạng         |
| -- | -------------- | -- | -- | -- | -- | -- | -- | --- | -- | ------------------------------------------- |
| 1  | Lazio (C)      | 34 | 21 | 9  | 4  | 64 | 33 | +31 | 72 | Tham dự vòng bảng đầu tiên Champions League |
| 2  | Juventus       | 34 | 21 | 8  | 5  | 46 | 20 | +26 | 71 | Tham dự vòng bảng đầu tiên Champions League |
| 3  | Milan          | 34 | 16 | 13 | 5  | 65 | 40 | +25 | 61 | Tham dự vòng loại thứ ba Champions League   |
| 4  | Internazionale | 34 | 17 | 7  | 10 | 58 | 36 | +22 | 58 | Tham dự vòng loại thứ ba Champions League   |
| 5  | Parma          | 34 | 16 | 10 | 8  | 52 | 37 | +15 | 58 | Tham dự vòng một UEFA Cup                   |
| 6  | Roma           | 34 | 14 | 12 | 8  | 57 | 34 | +23 | 54 | Tham dự vòng một UEFA Cup                   |
| 7  | Fiorentina     | 34 | 13 | 12 | 9  | 48 | 38 | +10 | 51 | Tham dự vòng một UEFA Cup                   |
| 8  | Udinese        | 34 | 13 | 11 | 10 | 55 | 45 | +10 | 50 | Tham dự vòng ba Intertoto Cup               |
| 9  | Hellas Verona  | 34 | 10 | 13 | 11 | 40 | 45 | −5  | 43 |                                             |
| 10 | Perugia        | 34 | 12 | 6  | 16 | 36 | 52 | −16 | 42 | Tham dự vòng hai Intertoto Cup              |
| 11 | Bologna        | 34 | 9  | 13 | 12 | 32 | 39 | −7  | 40 |                                             |
| 12 | Reggina        | 34 | 9  | 13 | 12 | 31 | 42 | −11 | 40 |                                             |
| 13 | Lecce          | 34 | 10 | 10 | 14 | 33 | 49 | −16 | 40 |                                             |
| 14 | Bari           | 34 | 10 | 9  | 15 | 34 | 48 | −14 | 39 |                                             |
| 15 | Torino (R)     | 34 | 8  | 12 | 14 | 35 | 47 | −12 | 36 | Xuống hạng Serie B                          |
| 16 | Venezia (R)    | 34 | 6  | 8  | 20 | 30 | 60 | −30 | 26 | Xuống hạng Serie B                          |
| 17 | Cagliari (R)   | 34 | 3  | 13 | 18 | 29 | 54 | −25 | 22 | Xuống hạng Serie B                          |
| 18 | Piacenza (R)   | 34 | 4  | 9  | 21 | 19 | 45 | −26 | 21 | Xuống hạng Serie B                          |

1. ↑  Internazionale đã được tham dự UEFA Champions League 2000–01 sau khi giành chiến thắng trong trận đấu vòng loại UEFA Champions League với Parma.
2. ↑  Fiorentina đã giành quyền tham dự Cúp UEFA 2000–01 vì cả hai đội vào chung kết Coppa Italia 1999–2000 đều đủ điều kiện tham dự UEFA Champions League 2000–01.
3. ↑  Perugia đã giành quyền tham dự Cúp UEFA Intertoto năm 2000 vì Hellas Verona đã từ chối tham dự.
4. 1 2 3  Kết quả đối đầu: Reggina: 9 đ, Bologna: 4 đ, Lecce: 4 đ; Bologna 2–0 Lecce, Lecce 1–1 Bologna.

## Kết quả
| Nhà \ Khách    | BAR | BOL | CAG | FIO | INT | JUV | LAZ | LCE | MIL | PAR | PER | PIA | REG | ROM | TOR | UDI | VEN | VER |
| -------------- | --- | --- | --- | --- | --- | --- | --- | --- | --- | --- | --- | --- | --- | --- | --- | --- | --- | --- |
| Bari           |     | 1–1 | 1–0 | 1–0 | 2–1 | 1–1 | 0–0 | 3–1 | 1–1 | 0–1 | 0–2 | 3–2 | 1–1 | 0–0 | 1–1 | 1–1 | 3–0 | 1–1 |
| Bologna        | 1–0 |     | 1–0 | 0–0 | 3–0 | 0–2 | 2–3 | 2–0 | 2–3 | 1–0 | 2–1 | 0–0 | 0–1 | 1–0 | 0–0 | 2–1 | 1–1 | 0–0 |
| Cagliari       | 2–3 | 2–2 |     | 1–1 | 0–2 | 0–1 | 0–0 | 0–0 | 0–0 | 2–3 | 2–1 | 3–0 | 0–1 | 1–0 | 1–1 | 0–3 | 1–1 | 0–1 |
| Fiorentina     | 1–0 | 2–2 | 2–0 |     | 2–1 | 1–1 | 3–3 | 3–0 | 2–1 | 0–2 | 1–0 | 2–1 | 1–0 | 1–3 | 1–1 | 1–1 | 3–0 | 4–1 |
| Internazionale | 3–0 | 1–1 | 2–1 | 0–4 |     | 1–2 | 1–1 | 6–0 | 1–2 | 5–1 | 5–0 | 2–1 | 1–1 | 2–1 | 1–1 | 3–0 | 3–0 | 3–0 |
| Juventus       | 2–0 | 2–0 | 1–1 | 1–0 | 1–0 |     | 0–1 | 1–0 | 3–1 | 1–0 | 3–0 | 1–0 | 1–1 | 2–1 | 3–2 | 4–1 | 1–0 | 1–0 |
| Lazio          | 3–1 | 3–1 | 2–1 | 2–0 | 2–2 | 0–0 |     | 4–2 | 4–4 | 0–0 | 1–0 | 2–0 | 3–0 | 2–1 | 3–0 | 2–1 | 3–2 | 4–0 |
| Lecce          | 1–0 | 1–1 | 2–1 | 0–0 | 1–0 | 2–0 | 0–1 |     | 2–2 | 0–0 | 0–1 | 0–1 | 2–1 | 0–0 | 2–1 | 1–0 | 2–1 | 2–1 |
| Milan          | 4–1 | 4–0 | 2–2 | 1–1 | 1–2 | 2–0 | 2–1 | 2–2 |     | 2–1 | 3–1 | 1–0 | 2–2 | 2–2 | 2–0 | 4–0 | 3–0 | 3–3 |
| Parma          | 2–1 | 1–1 | 3–1 | 0–4 | 1–1 | 1–1 | 1–2 | 4–1 | 1–0 |     | 1–2 | 1–0 | 3–0 | 2–0 | 4–1 | 0–0 | 3–1 | 3–0 |
| Perugia        | 1–2 | 3–2 | 3–0 | 1–2 | 1–2 | 1–0 | 0–2 | 2–2 | 0–3 | 1–1 |     | 2–0 | 2–1 | 2–2 | 1–0 | 0–5 | 2–1 | 0–0 |
| Piacenza       | 2–1 | 0–0 | 1–1 | 2–0 | 1–3 | 0–2 | 0–2 | 1–1 | 0–1 | 1–2 | 0–0 |     | 0–0 | 1–1 | 0–2 | 0–1 | 2–2 | 1–0 |
| Reggina        | 1–0 | 1–0 | 1–1 | 2–2 | 0–1 | 0–2 | 0–0 | 2–1 | 1–2 | 2–2 | 1–1 | 1–0 |     | 0–4 | 2–1 | 0–0 | 1–0 | 1–1 |
| Roma           | 3–1 | 2–0 | 2–2 | 4–0 | 0–0 | 0–1 | 4–1 | 3–2 | 1–1 | 0–0 | 3–1 | 2–1 | 0–2 |     | 1–0 | 1–1 | 5–0 | 3–1 |
| Torino         | 3–1 | 2–1 | 1–1 | 1–0 | 0–1 | 0–0 | 2–4 | 1–2 | 2–2 | 2–2 | 0–1 | 2–1 | 2–1 | 1–1 |     | 0–1 | 2–1 | 0–3 |
| Udinese        | 5–1 | 2–1 | 5–2 | 1–1 | 3–0 | 1–1 | 0–3 | 2–1 | 1–2 | 0–1 | 2–1 | 3–0 | 3–2 | 0–2 | 0–0 |     | 5–2 | 3–3 |
| Venezia        | 0–1 | 0–1 | 3–0 | 2–1 | 1–0 | 0–4 | 2–0 | 0–0 | 1–0 | 0–2 | 1–2 | 0–0 | 2–0 | 1–3 | 2–2 | 1–1 |     | 2–2 |
| Hellas Verona  | 0–1 | 0–0 | 2–0 | 2–2 | 1–2 | 2–0 | 1–0 | 2–0 | 0–0 | 4–3 | 2–0 | 1–0 | 1–1 | 2–2 | 0–1 | 2–2 | 1–0 |     |

## Tham dự UEFA Champions League
| Internazionale                   | 3–1 | Parma        |
| -------------------------------- | --- | ------------ |
| - Baggio 35', 73' - Zamorano 89' |     | - Stanić 69' |

Internazionale tham dự vòng loại thứ ba UEFA Champions League 2000–01, trong khi Parma tham dự vòng một UEFA Cup 2000–01.

## Thống kê

### Ghi bàn hàng đầu
| Hạng | Cầu thủ             | Câu lạc bộ     | Bàn thắng |
| ---- | ------------------- | -------------- | --------- |
| 1    | Andriy Shevchenko   | Milan          | 24        |
| 2    | Gabriel Batistuta   | Fiorentina     | 23        |
| 3    | Hernán Crespo       | Parma          | 22        |
| 4    | Marco Ferrante      | Torino         | 18        |
| 4    | Vincenzo Montella   | Roma           | 18        |
| 6    | Filippo Inzaghi     | Juventus       | 15        |
| 6    | Cristiano Lucarelli | Lecce          | 15        |
| 6    | Giuseppe Signori    | Bologna        | 15        |
| 9    | Christian Vieri     | Internazionale | 13        |
| 10   | Roberto Muzzi       | Udinese        | 12        |
| 10   | Marcelo Salas       | Lazio          | 12        |